# Hermann Schloffer
Hermann Alexander Schloffer (ur. 13 maja 1868 w Grazu, zm. 21 stycznia 1937 w Pradze) – austriacki chirurg.
Studiował medycynę na Uniwersytecie w Grazu, w 1892 otrzymał tytuł doktora medycyny. Następnie praktykował w Pradze jako asystent i docent, habilitował się w 1900, od 1903 do 1911 chirurg i profesor na Uniwersytecie w Innsbrucku, a potem na Uniwersytecie Karola w Pradze.
W marcu 1907 Schloffer dokonał pierwszego zabiegu usunięcia gruczolaka przysadki z dojścia przez zatokę klinową. Pacjent zmarł po kilku tygodniach. Jego imię związane jest też z eponimiczną nazwą guza Schloffera, będącego guzem rzekomym powłok brzusznych wikłającym gojenie się rany pooperacyjnej.